# OFK Spartak Pleven
L'OFK Spartak Pleven — Спартакen búlgar — és un club de futbol búlgar de la ciutat de Pleven. El club va ser fundat el 10 de setembre de 1919. Durant el transcurs dels anys ha rebut les denominacions següents:
- 1919 FC Skobelev
- 19?? FK Pobeda 26 Pleven
- 19?? Levski Pleven
- 19?? Bit Pleven
- 19?? Botev Pleven
- 19?? FC Belite Orli Pleven
- 19?? FC Sp-98 Pleven
- 19?? Trud Pleven
- 19?? Republikanetz Pleven
- 19?? Vinarov Pleven
- 19?? Septemvri Pleven
- 19?? Lokomotiv Pleven
- 19?? DSO Spartak Pleven
- 1955 integració dins DFS Torpedo Pleven
- 1958 DFS Spartak Pleven
- 19?? FK Spartak Pleven